# Frank (白藝潾迷你專輯)
《Frank》是韓國組合15&成員白藝潾的首張迷你專輯，於2015年11月30日發行，主打曲為〈橫跨宇宙〉。

## 概要
白藝潾參與專輯所有歌曲製作，以及專輯封面照、音樂錄影帶的設計。專輯主題「Frank」包含「沒有隱藏」、「誠實」等含義，以音樂述說自己的回憶與故事。主打曲〈橫跨宇宙〉以音樂表現出宇宙空間中的神秘感，透過「無法用科學知識解釋的宇宙」比喻「無法用言語表達的感情」，是白藝潾與製作人白雲共同完成的歌曲。

## 曲目
| 全部版本 | 全部版本                                      | 全部版本 | 全部版本 | 全部版本 |
| 曲序     | 曲目                                          |          | 作曲     | 时长     |
| -------- | --------------------------------------------- | -------- | -------- | -------- |
| 1.       | Blue                                          |          | 白雲     | 3:45     |
| 2.       | 橫跨宇宙（우주를 건너 / Across the universe） | 白雲     | 白雲     | 4:07     |
| 3.       | As I am                                       |          |          | 3:53     |
| 4.       | Don't Leave Me Alone（혼자 두지 마）          |          |          | 3:27     |
| 5.       | zZ（잠들고 싶어）                             |          | 白雲     | 3:37     |
| 6.       | That's why                                    |          |          | 3:45     |
| 总时长： | 总时长：                                      | 总时长： | 总时长： | 22:34    |

## 排行榜成績

### 單曲榜
| 韓國Gaon數位綜合榜     | 7  | 12 |
| 韓國Gaon音源下載榜     | 4  | 12 |
| 韓國Gaon線上音源榜     | 9  | 13 |
| 韓國Gaon背景音樂服務榜 | 87 | － |
| 韓國Gaon手機鈴聲榜     | 80 | － |
| 「－」表示未入榜       |    |    |

## 發行歷史
| 地區 | 發行日期       | 形式         | 廠牌              |
| ---- | -------------- | ------------ | ----------------- |
| 全球 | 2015年11月30日 | 數位音樂下載 | JYP娛樂、KT Music |

## 引用資料
1. 1 2 3  . MelOn.   [2016-08-12]. （原始内容存档于2016-04-12）.
2. ↑  .   [2016-08-12]. （原始内容存档于2019-02-16） （中文（简体））.
3. ↑  . itunes.   [2016-08-12]. （原始内容存档于2019-02-16） （英语）.
4. ↑  . gaon.   [2016-08-12]. （原始内容存档于2018-09-27） （韩语）.
5. ↑  . gaon.   [2016-08-12]. （原始内容存档于2016-11-20） （韩语）.
6. ↑  . gaon.   [2016-08-12]. （原始内容存档于2016-03-04） （韩语）.
7. ↑  . gaon.   [2016-08-12]. （原始内容存档于2016-03-04） （韩语）.
8. ↑  . gaon.   [2016-08-12]. （原始内容存档于2016-04-02） （韩语）.
9. ↑  . gaon.   [2016-08-12]. （原始内容存档于2016-08-15） （韩语）.
10. ↑  . gaon.   [2016-08-12]. （原始内容存档于2016-01-21） （韩语）.
11. ↑  .   [2016-08-12]. （原始内容存档于2019-02-16） （韩语）.